# Mitrager
Mitrager là một chi nhện trong họ Linyphiidae.